# تونيا واشنطن
تونيا واشنطن (بالإنجليزية: Tonya Washington)‏ مواليد 30 ديسمبر 1977، هي لاعبة كرة سلة أمريكية معتزلة. بدأت مسيرتها الاحترافية في سنة 2000. تم اختيارها من قبل فريق واشنطن ميستيكس خلال الدرافت. لعبت في دوري الاتحاد الوطني لكرة السلة النسائية. وحملت الرقم 4. يبلغ طولها 6 قدم 0 بوصة (1.8 م). اعتزلت اللعب في 2003. لعبت مع واشنطن ميستيكس وسياتل ستورم.

## روابط خارجية
- تونيا واشنطن على موقع الاتحاد الوطني لكرة السلة النسائية (الإنجليزية)
- تونيا واشنطن على موقع كرة السلة الأوروبية.كوم (الإنجليزية)
- تونيا واشنطن على موقع كلية كرة السلة في سبورتس رفرنس.كوم (الإنجليزية)
- تونيا واشنطن على موقع بروبوليرز (الإنجليزية)
- تونيا واشنطن على موقع سبورتس رفرنس (الإنجليزية)